# Godula
Godula (niem. Godullahütte) – dzielnica Rudy Śląskiej, którą według danych z 2006 roku zamieszkiwało 12 151 osób.

## Historia
Tereny dzisiejszej Goduli należały dawniej do majątku Orzegów.
Karol Godula planował wybudowanie huty cynku „Godullahütte”, jednak nie zdążył jej zbudować przed swoją śmiercią; budowę zakończył w imieniu opiekunki majątku Joanny Gryzik (główna spadkobierczyni Goduli) Maksymilian Scheffler. Huta została zbudowana w latach 1854–1855, a zlikwidowano ją w 1919. Na miejscu rozebranej huty w 1928 wybudowano fabrykę gwoździ, którą zamknięto w 1934. Obok huty powstała osada, która przejęła jej nazwę (Godula). W latach 1858–1861 powstało 21 pierwszych budynków, które zbudowano wokół placu targowego (dzisiejszy plac Niepodległości).
W 1875 utworzono obszar dworski Orzegów, w którego skład wchodziła między innymi Godula. Uległ on likwidacji w 1924 i wtedy oficjalnie powstała gmina Godula, licząca 9 tys. mieszkańców. Ratusz gminny mieścił się w budynku przy obecnym placu Wolności 6.
Ochotniczą straż pożarną w Goduli utworzono w 1888, a w 1930 OSP otrzymała nową remizę. W 1892 otworzono aptekę. Pocztę uruchomiono w 1903. Pierwsze tramwaje zaczęły jeździć w latach 90. XIX w. Kanalizację zbudowano w 1908, w tym samym roku uruchomiono elektryczne oświetlenie; szpital powstał w 1896.
Pierwsza szkoła powstała w 1861, w niej mieściła się kaplica św. Józefa. W 1866 wybudowano cmentarz, a rok później zaczęto obok budowę kościoła pw. Ścięcia św. Jana Chrzciciela, ufundowanego przez Joannę i Hansa Ulryka Schaffgotschów. Wybudowano go na planie krzyża według projektu Teodora Linkego. W 1881 z okazji 25-lecia kapłaństwa ks. Fryderyka Hofrichtera ufundowano figurę św. Jana Nepomucena znajdującą się obecnie przy pl. Niepodległości.
W początkach XX wieku wzniesiono patronackie osiedle robotnicze w rejonie obecnych ulic M. Kolbego, K. Goduli i Czereśniowej (tzw. Kolonia Hofrichter, określna także jako Osiedle Godulskie lub Osiedle Tiałowskiego) dla pracowników zakładów przemysłowych, należących do rodu Schaffgotschów.
W plebiscycie w 1921 padło 2178 głosów za Polską i 1332 za Niemcami. Godulę przyłączono do Polski w 1922. W 1924 odsłonięto pomnik poległych powstańców. W 1929 plac targowy zamieniono na planty.
Do 1951 miejscowość była siedzibą gminy Godula. W 1951 Godulę przyłączono do Rudy, a wraz z nią w 1959 została jedną z dzielnic Rudy Śląskiej.

## Galeria

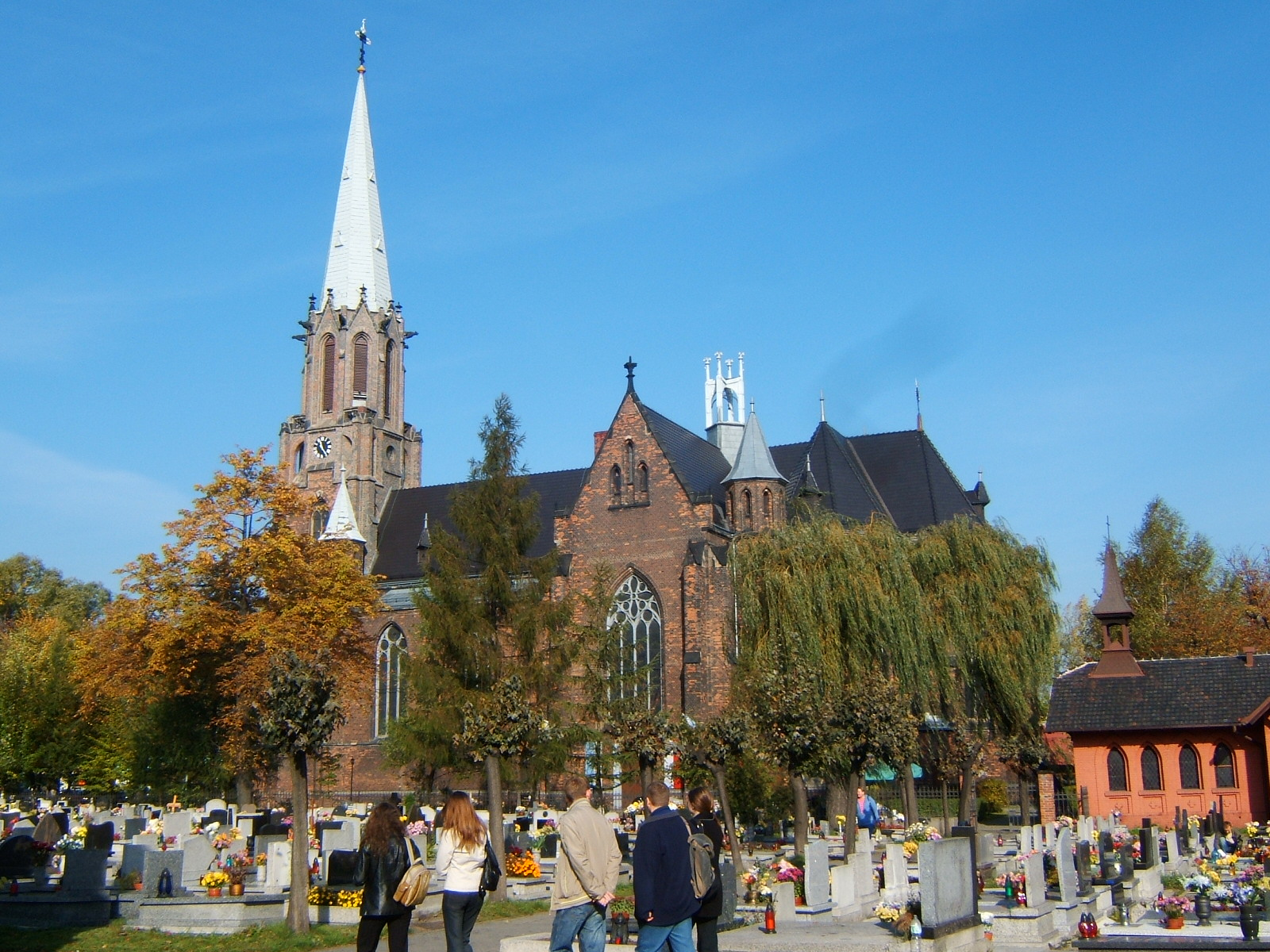
Kościół pw. ścięcia św. Jana Chrzciciela
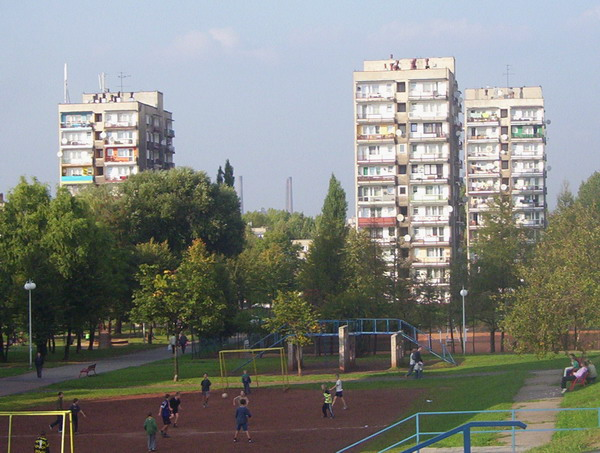
Bloki mieszkalne z wielkiej płyty w dzielnicy Godula